# Phasmodes
Phasmodes (лат.) — род кузнечиков, единственный в составе монотипического подсемейства Phasmodinae Caudell, 1912.  Эндемики Австралии.

## Распространение
Встречаются в Западной Австралии.

## Описание
Длина тела 5—6 см. Длина заднего бедра около 3 см. Длина яиц около 6 мм. 
Переднеспинка длинная, тело палочковидное, конвергентно сходны с палочниками; обитают и питаются на цветах. Яйца откладывают в землю. Голова с узким рострумом между основаниями усиками и слабо выраженными бугорками на нем, прогнатическая. Шипы и бугорки на стернитах груди отсутствуют. Акустическая стигма не прикрытая переднеспинкой, небольшая по размеру. Ноги лазательные, длинные и тонкие; задние ноги непрыгательные. Крылья не развиты.

## Классификация
1 род и 3 вида. Выделены в монотипическое подсемейство Phasmodinae Caudell, 1912. Близки к Meconematinae
- Phasmodes jeeba Rentz, 1993
- Phasmodes nungeroo Rentz, 1993
- Phasmodes ranatriformis Westwood, 1843